# Luís Macedo Matoso
Luís Macedo Matoso   (São Paulo, 29 de setembre de 1901 - São Paulo, 23 d'agost de 1985), conegut com a Feitiço, fou un futbolista brasiler de la dècada de 1920.
Fou sis cops el màxim golejador del campionat paulista, amb més de 400 gols marcats en la seva carrera, destacant als clubs AA São Bento i Santos FC.
Només jugà un partit amb la selecció brasilera per la competència d'homes com Arthur Friedenreich, Nilo i Leônidas da Silva.